# 1 E7 s
Cet article liste des exemples de temps de l'ordre de 107 s, soit 10 millions de secondes, afin de comparer différents ordres de grandeur.

## Exemples
| Durée (×107) s | Unités usuelles     | Événement                                                                     |
| -------------- | ------------------- | ----------------------------------------------------------------------------- |
| 0,667          | 77,27 d             | Demi-vie du cobalt 56                                                         |
| 0,724          | 83,79 d             | Demi-vie du scandium 46                                                       |
| 0,754          | 87,32 d             | Demi-vie du soufre 35                                                         |
| 0,760          | 87 j 23 h 18 min    | Une révolution de Mercure autour du Soleil                                    |
| 0,804          | 93,1 d              | Demi-vie du thulium 168                                                       |
| 0,868          | 100,5 d             | Demi-vie du fermium 257                                                       |
| 1,000          | 10 000 000 secondes | 115 d 17 h 46 min 40 s                                                        |
| 1,111          | 128,6 d             | Demi-vie du thulium 170                                                       |
| 1,941          | 224,701 d           | Une révolution de Vénus autour du Soleil                                      |
| 2,348          | 271,79 d            | Demi-vie du cobalt 57                                                         |
| 2,419          | 280 d               | Durée moyenne de la grossesse humaine                                         |
| 2,851          | 330 d               | Demi-vie du vanadium 49                                                       |
| 2,881          | 333,5 d             | Demi-vie du californium 248                                                   |
| 3,050          | 353 d               | Durée de certaines années régulières dans certains calendriers lunisolaires   |
| 3,059          | 354 d               | Durée de certaines années régulières dans certains calendriers lunisolaires   |
| 3,062          | 354,37 d            | 12 mois lunaires, durée moyenne d'une année dans les calendriers lunaires     |
| 3,067          | 355 d               | Durée de certaines années régulières dans certains calendriers lunisolaires   |
| 3,154          | 365 d               | Une année (calendrier) régulière dans la plupart des calendriers solaires     |
| 3,156          | 365,2425 d          | Durée moyenne d'une année dans le calendrier grégorien                        |
| 3,156          | 365,25 d            | Durée moyenne d'une année dans le calendrier julien, année julienne           |
| 3,156          | 365,2564 d          | Une année sidérale                                                            |
| 3,162          | 366 d               | Une année bissextile dans la plupart des calendriers solaires                 |
| 3,228          | 373,59 d            | Demi-vie du ruthénium 106                                                     |
| 3,309          | 383 d               | Durées de certaines années bissextiles dans certains calendriers lunisolaires |
| 3,317          | 383,9 d             | calendriers lunisolaires                                                      |
| 3,318          | 384 d               | Durées de certaines années bissextiles dans certains calendriers lunisolaires |
| 3,326          | 385 d               | Durées de certaines années bissextiles dans certains calendriers lunisolaires |
| 3,422          | 396,1 d             | Demi-vie du neptunium 235                                                     |
| 3,997          | 462,6 d             | Demi-vie du cadmium 109                                                       |
| 5,937          | 1,88 a              | Une révolution de Mars autour du Soleil                                       |